# Кондратьев, Георгий Михайлович
Георгий Михайлович Кондра́тьев (1887—1958) — советский учёный, специалист по тепловым измерениям.

## Биография
Родился в 1887 году.
В 1912 году окончил физико-математический факультет Императорского Санкт-Петербургского университета. В 1917—1918 годах занимался на Высших педагогических курсах, а затем два года был научным сотрудником 3-го Петроградского педагогического института.
В 1923 году окончил Петроградский политехнический институт и с 1924 года заведовал термометрической лабораторией и лабораторией низких температур в Главной палате мер и весов (ныне — «ВНИИМ им. Д. И. Менделеева»). С 1927 года он также работал по совместительству в Государственной физико-технической лаборатории. В 1927—1934 годах принимал участие в составлении 26-томной «Технической энциклопедии» под редакцией Л. К. Мартенса, был автором статей по тематике «физика, термометрия».
С 1932 года — председатель теплоизоляционной секции и член Центрального правления научно-технического общества энергетической промышленности. С 1935 года вёл работу во многих научных учреждениях (ЦКТИ, Институт огнеупоров (с 1959 года — ВОСТИО), Ленинградский областной теплотехнический институт и др.
В 1936 году начал преподавательскую деятельность в вузах. До 1938 года был профессором ЛИХП.
С 1938 года преподавал в ЛИТМО; занимал различные должности: профессор кафедры Теплосилового контроля (1938—1942); заведующий кафедрой Физики (1949—1950), заведующий кафедрой Тепловых и контрольно-измерительных приборов (1950—1958). В 1040 году стал доктором технических наук. В 1948—1952 годах — декан Инженерно-физического факультета. В институте он создал научно-педагогическую школу «Тепло- и массообмен в приборостроении».
Г. М. Кондратьев — создатель ряда приборов, автор более 60 научных трудов и 10 изобретений. В 1957 году ему было присвоено почетное звание «Заслуженный деятель науки и техники РСФСР».
Один из авторов неоднократно переиздававшейся книги: Прикладная физика. Теплообмен в приборостроении / Кондратьев Г. М., Дульнев Г. Н., Платунов Е. С., Ярышев Н. А. — СПб.: СПбГУ ИТМО, 2003. — 560 с. — «Выдающиеся ученые ИТМО».
Умер в 1958 году. Похоронен на Большеохтинском кладбище. На его могиле, на пересечении Пензенской и Киевской дорог, установлена каменная стела.

## Награды и премии
- заслуженный деятель науки и техники РСФСР (1957)
- Сталинская премия третьей степени (1948) — за разработку приборов для скоростного определения тепловых свойств материалов
- орден Ленина
- орден Красной Звезды
- медаль «За оборону Ленинграда»
- медаль «За доблестный труд в Великой Отечественной войне 1941-1945 гг.»